# Roulette (Pensilvania)
Roulette es un lugar designado por el censo (en inglés, census-designated place, CDP) ubicado en el condado de Potter, Pensilvania, Estados Unidos. Según el censo de 2020, tiene una población de 695 habitantes.

## Geografía
La localidad está ubicada en las coordenadas 41°46′36″N 78°9′19″O / 41.77667, -78.15528. Según la Oficina del Censo de los Estados Unidos, tiene una superficie total de 4.46 km², de la cual 4.46 km² corresponden a tierra firme y (0%) 0 km² es agua.

## Demografía
Según el censo de 2020, hay 695 personas residiendo en Roulette. La densidad de población es de 155,83 hab./km². El 96.55% son blancos, el 0.43% son afroamericanos y el 3.02% son de dos o más razas. Del total de la población el 2.45% son hispanos o latinos de cualquier raza.